# SGR 0526-66
SGR 0525-66 est un sursauteur gamma mou, situé dans le Grand Nuage de Magellan. Il s'agit du premier sursauteur gamma mou découvert, et à ce jour (2007) le seul connu situé hors de notre Galaxie. Il a été découvert en 1979 et localisé à l'aide de la mesure des différences de temps d'arrivée de son signal par l'ensemble de satellites artificiels munis de détecteurs de rayons gamma. La provenance du signal émis par ce sursauteur correspond à une bonne précision au rémanent de supernova N49 auquel il a longtemps été associé, bien que l'association puisse être seulement indirecte : s'il semble établi que les sursauteurs gamma mous se forment dans des amas stellaires jeunes, il n'est pas certain que l'explosion qui a donné naissance à SGR 0525-66 soit aussi celle qui a produit le rémanent N49.